# Šumadijski upravni okrug
Šumadijski upravni okrug (ćirilično: Шумадијски управни округ) je okrug u središnjem dijelu Srbije. Središte Šumadijskoga okruga je grad Kragujevac.

## Općine
Šumadijski upravni okrug upravno je podjeljen na jedan grad, pet gradskih općina, i šest ostalih općina.
- 1.Grad Kragujevac čije je središte gradsko naselje Kragujevac i u čijem su sastavu gradske općine:
  - 1. Aerodrom sjedište grad Kragujevac
  - 2. Pivara sjedište grad Kragujevac
  - 3. Stanovo sjedište grad Kragujevac
  - 4. Stari grad sjedište grad Kragujevac
  - 5. Stragari sjedište naselje Stragari
- 2. Aranđelovac sjedište grad Aranđelovac
- 3. Topola sjedište grad Topola
- 4. Rača sjedište grad Rača
- 5. Batočina sjedište naselje Batočina
- 6. Knić sjedište naselje Knić
- 7. Lapovo sjedište grad Lapovo

## Stanovništvo
Prema popisu stanovništva iz 2002. godine okrug ima 298.778 stanovnika, dok je prosječna gustoća naseljenosti 125,2 stan./km².

## Vanjske poveznice
- Vlada Republike Srbije